# Peugeot (equip ciclista)
El Peugeot va ser un equip ciclista en carretera francès que va existir entre 1901 i 1989. És considerat com l'equip ciclista amb millor palmarès de la història, molt per davant del segon i tercer classificats, l'Atala i el Mercier respectivament. Durant la seva llarga existència va guanyar deu edicions del Tour de França, tres de la Volta a Espanya i cinc París-Roubaix, entre molts d'altres títols. Va ser patrocinat i va córrer amb bicicletes de la marca Peugeot.
El 1990 amb la retirada del patrocini de Peugeot, l'equip s'anomenà simplement Z, més tard conegut com a Gan i Crédit Agricole.

## Principal palmarès
- General del Tour de França: 1905, 1906, 1907, 1908, 1913, 1914, 1922, 1967, 1975, 1977
- General de la Volta a Espanya: 1948, 1969, 1971
- Campionat del món en ruta: 1957, 1965, 1967
- Campionat del món en ciclocròs: 1961, 1963
- Milà-Sanremo: 1907, 1914, 1918, 1964, 1966, 1967
- París-Roubaix: 1904, 1905, 1907, 1913, 1963
- Amstel Gold Race: 1983
- Lieja-Bastogne-Lieja: 1949, 1957, 1967
- Gran Premi de les Nacions: 1949, 1962
- París-Tours: 1906, 1907, 1914, 1917, 1951, 1970
- Volta a Llombardia: 1907, 1908, 1917, 1951, 1965, 1970